# Élections législatives de 1997 à Saint-Pierre-et-Miquelon
Les élections législatives françaises de 1997 se déroulent le 25 mai et le 1er juin. Dans le territoire de Saint-Pierre-et-Miquelon, un député est à élire dans le cadre d'une circonscription.

## Élus
| Circonscription        | Député sortant | Parti | Parti | Député élu ou réélu | Parti | Parti |
| ---------------------- | -------------- | ----- | ----- | ------------------- | ----- | ----- |
| Circonscription unique | Gérard Grignon |       | AD    | Gérard Grignon      |       | AD    |

## Résultats

### Résultats à l'échelle de la collectivité
| Parti          | Parti                | Premier tour | Premier tour | Second tour | Second tour | Sièges |
| Parti          | Parti                | Voix         | %            | Voix        | %           | Sièges |
| -------------- | -------------------- | ------------ | ------------ | ----------- | ----------- | ------ |
|                | Archipel demain      | 1 509        | 46,5         | 1 882       | 52,21       | 1      |
|                | Droite parlementaire | 1 509        | 46,50        | 1 882       | 52,21       | 1      |
|                |                      |              |              |             |             |        |
|                | Parti socialiste     | 869          | 26,78        | Retrait     | Retrait     | 0      |
|                | Divers gauche        | 867          | 26,72        | 1 723       | 47,79       | 0      |
|                | Gauche plurielle     | 1 736        | 53,50        | 1 723       | 47,79       | 0      |
|                |                      |              |              |             |             |        |
| Inscrits       | Inscrits             | 4 470        | 100,00       | 4 469       | 100,00      | 1      |
| Abstentions    | Abstentions          | 1 022        | 22,86        | 720         | 16,11       |        |
| Votants        | Votants              | 3 448        | 77,14        | 3 749       | 83,89       |        |
| Blancs et nuls | Blancs et nuls       | 203          | 5,89         | 144         | 3,84        |        |
| Exprimés       | Exprimés             | 3 245        | 94,11        | 3 605       | 96,16       |        |

### Résultats par circonscription
| Candidat       | Candidat                     | Parti          | Premier tour | Premier tour | Second tour | Second tour |  |
| Candidat       | Candidat                     | Parti          | Voix         | %            | Voix        | %           |  |
| -------------- | ---------------------------- | -------------- | ------------ | ------------ | ----------- | ----------- |  |
|                | Gérard Grignon sortant réélu | AD             | 1 509        | 46,5         | 1 882       | 52,21       |  |
|                | Albert Pen                   | PS             | 869          | 26,78        | Retrait     | Retrait     |  |
|                | Marc Plantegenest            | Divers gauche  | 867          | 26,72        | 1 723       | 47,79       |  |
|                |                              |                |              |              |             |             |  |
| Inscrits       | Inscrits                     | Inscrits       | 4 470        | 100,00       | 4 469       | 100,00      |  |
| Abstentions    | Abstentions                  | Abstentions    | 1 022        | 22,86        | 720         | 16,11       |  |
| Votants        | Votants                      | Votants        | 3 448        | 77,14        | 3 749       | 83,89       |  |
| Blancs et nuls | Blancs et nuls               | Blancs et nuls | 203          | 5,89         | 144         | 3,84        |  |
| Exprimés       | Exprimés                     | Exprimés       | 3 245        | 94,11        | 3 605       | 96,16       |  |